# Schweitzer Mountain
Das Schweitzer Mountain Resort ist ein Wintersportgebiet im US-Bundesstaat Idaho. Es liegt 18 km nordwestlich von Sandpoint im Bonner County in den Selkirk Mountains und bieten von dort aus einen Überblick über den Lake Pend Oreille im Südosten und Ausblicke auf die Bitterroot Range und die Cabinet Mountains. Das Skigebiet befindet sich zirka 72 km südlich von der Grenze zu Kanada.

## Geschichte
Der Gipfel, welcher als „Schweitzer Mountain“ bezeichnet wird, wurde nach einem alten Eremiten aus der Schweiz benannt, der am Grunde des Bassins lebte. Er war ein Angehöriger des Schweizer Militärs und sein Haus wurde im Zuge von strafrechtlichen Ermittlungen durchsucht. Dort wurden die Körper zahlreicher Katzen gefunden, die im Umkreis als vermisst galten. Die Legende berichtet, dass der Mann Katzeneintopf geliebt habe. Herr Schweitzer wurde von dort weggebracht und ward schnell vergessen, sein Name indes ist geblieben.
Die erste Person, die die Bedeutung des Schweitzer Bassins als potentielles Skigebiet erkannten waren der Zahnarzt Doktor Fowler und Jerry Groesbeck aus Spokane (Washington). In den 1990er Jahren schrieb er das Buch Looking Back on Schweitzer: The History of Schweitzer Mountain Resort über das Gebiet. Inhaltlich konzentriert es sich auf die frühen Stadien der Entwicklung des Geländes zu einem Skigebiet. Das erste Mal sah Fowler den Berg, als er mit seiner Familie auf dem Rückweg von einem Ski-Ausflug zum Big Mountain in Montana war. Beim Zwischenstopp in Hope (Idaho), erblickte Fowler das Schweitzer Bassin und fand die Sorte von Schnee, die er sich am Big Mountain (heute Whitefish Mountain Resort) erhofft hatte. Das Bassin blieb in seinem Kopf – bis er aufbrach es zu Fuß und mit Skiern – am Memorial Day – zu testen und dort Ski zu fahren. Er war beeindruckt und wurde so zu einem Förderer und Befürworter für das Skigebiet.
Mit dem Skifahren auf dem Schweitzer Mountain war schon 1933 begonnen worden, jedoch wurde es erst am 4. Dezember 1963 als „Schweitzer Bassin“ mit einer Lodge auf 1432 m Höhe und einem 1,6 km langen Sessellift eröffnet. Damit konnte eine Höhe von 518 m überbrückt werden. In den 1960er Jahren wurde in nur einem Jahr Schweitzer Mountain zu einer profitablen Anlage. Zunächst als Wochenend Skigebiet geplant, hatte es schon bald, auf Drängen von Sam Wormington, des ersten Geschäftsführers hin, durchgehend geöffnet. 1967 kamen drei weitere Sessellifte hinzu, sie ersetzten die bisherigen Schlepplifte. Das Hintere Areal des Colburn Bassins wurde 1971 mit zwei weiteren Liften ausgestattet. Die Straße zum Skigebiet wurde 1973 befestigt und der siebente Sessellift kam 1974 hinzu, um die Kapazität auf der Vorderseite zu erhöhen. 1986 wurde begonnen im Sommer ebenfalls einen Lift zu betreiben und 1988 wurde das Skigebiet in Schweitzer Mountain Resort umbenannt und es wurden Wanderausflüge und Mountainbike-Touren samt Vermietung angeboten.
Als der Besitzer und Mitbegründer Jim Brown im April 1989 verstarb, übernahm seine Tochter Bobbie Huguenin den Familienbetrieb. Unter ihrer Leitung entwickelte sich Schweitzer Mountain zu einem Feriendomizil. Viele Ergänzungen und Verbesserungen kamen hinzu und die alte Lodge wurde zu einem neuen dreistöckigen Hauptsitz umgestaltet. 1991 wurde ein auskuppelbarer Sessellift für das nächtliche Skilaufen eingerichtet. Huguenin plante ebenfalls den Bau eines 82-Zimmer Green Gables Lodge.
Letztendlich hatte die Familie Brown nicht genügend Geld, um das Resort zu einer Wohnraumalternative auszubauen. Im November 1996 meldeten sie Konkurs an und im Jahr darauf folgte die Insolvenz. Am 31. Dezember 1998 kaufte Harbor Properties das Schweitzer Mountain Resort für eine Summe von 18 Millionen Dollar von US-Bank. Das in Seattle angesiedelte Unternehmen, Betreiber der Skigebiete Stevens Pass und Mission Ridge (verkauft im Jahr 2003) in Washington, sorgte durch die Bereitstellung ihrer Ausrüstung für sofortige Verbesserungen. Der Sechs-Personen-Sessellift Stella wurde im Sommer 2000 installiert, um das nördliche Gebiet des Colburn Bassins zu bedienen, er ersetzte den früheren fünften Lift. Durch diese Ergänzung dehnte sich das Skigebiet auf 10 km² aus. Im Juli 2005 änderten sich die Besitzverhältnisse erneut und das Resort ging an die McCaw Investment Group, kurz MIG, in Seattle ging. Dadurch kam es in der Saison 2005–06 zu der Erweiterung durch die „Idyl-Our T-Bar“ das „Hermit’s Hollow Tubing Center“ und das „SunKid Magic Carpet“. Der T-Bar-Lift Little Blue sorgte für eine Erweiterung des Areals um 1,6 km² und einige neue Abfahrten.

## Entwicklung
Die kleine Ortschaft auf dem Schweitzer Mountain hat zwei Eigentumswohnung/Hotels: Die „Selkirk Lodge“ und sie „White Pine Lodge“. Darüber gibt es etliche private Wohnhäuser und Eigentumswohnungen im unteren und oberen Teil des Dorfes. Es gibt eines Tages Lodge, die „Lakeview Lodge“, in der ein Gästeservice, eine Cafeteria, ein Café, die Ski Patrol und die Tagesbetreuung untergebracht sind.
Im Februar 2007 kündigte Schweitzer ein ehrgeiziges Expansionsprogramm an. Darin enthalten war ein 6.000.000 $ Lift-Ausbauprogramm, unter Einbeziehung der vorhandenen Lifte im Resort, besonders des „Chair One“, mit seinen zwei Liften: ein High-Speed-Quad, der so genannte „Basin Express“, im unteren Teil, und ein Fest-Griff Triple-Lift, der „Lakeview Triple“, im oberen Abschnitt. Der „Basin Express“ verwendet den alten Siebensessel-Liftlinie, auf der rechten Seite des „Chair One“. (Ehemalige Chair Two, Three und Seven wurden 1990 entfernt, um Platz für den Bau für den „Great Escape Quad“ zu machen, sie verliefen quasi parallel zur „Chair One“ erreichten jedoch nicht den Gipfel.) Die Bahnen wurden im Sommer 2007 installiert. Ebenfalls im Programm enthalten war die Umgestaltung der „Lakeview Lodge“ und die Anschaffung der neuen Beschneiungsanlagen zur Erhöhung der Kapazität, eine neue Bestuhlung auf dem „Great Escape Quad“ und weitere 2.000.000 $ für die Infrastruktur und die Planung für zukünftige Erweiterungen.
Ebenfalls 2007 bot die Schweitzer Mountain Land & Timber Company, das Immobilienunternehmen des Schweitzer Mountain Resorts, 35 neue Ski-Ferienhaus-Parzellen, für 1–4 Unterkünfte, zum Verkauf auf dem Areal „Trapper Creek-1“ an. Im Winter 2007–08 wurden die beheizbare Straßen, Unterführungen für Skifahrer und Versorgungseinrichtungen installiert. Gegen Ende des Jahres 2008 wurde beschlossen, alle Immobilienangebote von Schweitzer wegen der anhaltenden Finanzkrise in eine Warteschleife zu setzen.
Zusätzlich zu den Baugebieten in „Trapper Creek“ und „Greyhawk“, wurde im Jahr 2008 nach externen Unternehmen gesucht, um Gebäude mit bis zu fünf Eigentumswohnung zu errichten, so dass 50 Einheiten, ähnlich wie die des „White Pine Lodge“, entstehen sollten. Das Verkaufsangebot wurde jedoch wieder zurückgezogen.
Im Jahr 2009 wurde mit dem Bau in „Mountainside“, dem neuen Namen für „Trapper Creek“, begonnen. Drei Teileigentums- und Eigentumshäuser wurden bis zum Frühling fertiggestellt. Es handelt sich hierbei um LEED-zertifizierte Häuser (Leadership in Energy Efficiency and Design). Ein besonderes Augenmerk liegt hierbei auf der Umweltverträglichkeit, der Nutzung lokaler Baustoffe und einer Architektur, die zu Nord-Idaho in Beziehung steht. Unklar ist, ob alle Haushalte in „Mountainside“ dieser Zertifizierung entsprechen müssen und wie die Vorgaben für die übrige Bebauung des ehemaligen „Trapper Creek“ aussehen soll.

## Statistiken
Der Gipfel der Schweitzer Mountains hat eine Höhe von 1951 m über dem Meeresspiegel und einem Höhenunterschied zur Talstation von 744 m. Es gibt 92 unterschiedliche Abfahrten auf Areal des Schweitzer Mountain Resorts. Die längste präparierte Abfahrt, der Little Blue Ridge Run, ist 2,7 km lang. Die Kapazität der Skilifte liegt bei 12.502 Besuchern pro Stunde. Die Abhänge auf dem „Schweitzer Basin“ neigen sich nach Süden und Osten, vom „Colburn Basin“ aus blickt nach Nordosten.

### Höhenprofil und Geografie
- Talstation: 1.210 m – am Outback Inn (Gaststätte)
- Mittelstation: 1.400 m – Hauptort mit den Lodges
- Bergstation: 2.000 m – obere Endstation des Great Escape Lifts
- Gesamt Höhenunterschied: 740 m
- Höhenlage des Skigebiets: 610–1341 m oberhalb des umliegenden Geländes

### Gelände und Schneeverhältnisse
- durchschnittlich 762 cm Schneehöhe
- 12 km² Skiareal, davon
- 20 % Pisten für Anfänger
- 40 % Pisten mit mittlerer Schwierigkeitsstufe
- 35 % Pisten für Fortgeschrittene
- 5 % Pisten für Experten
- 40 km Mountainbikestrecken, Wander- und Reitwege (im Sommer)

### Skilifte
- Nr. 1 – Basin Express – Doppelmayr CTEC – Hochgeschwindigkeits Vierersessel – (2007) – Unterer Abschnitt des ehemaligen Chair One.
- N/A – Lakeview – Doppelmayr CTEC – Festgriff Dreiersessel – (2007) – Oberer Abschnitt des ehemaligen Chair One.
- Nr. 2 – Musical Chairs – Riblet – Festgriff Doppelsessel – (von 1968, Umsetzung an den heutigen Standort im Jahr 1990)
- Nr. 3 – Great Escape – Lift Engineering/Doppelmayr – Hochgeschwindigkeits Vierersessel – (1990)
- Nr. 4 – Sunnyside – Riblet – Festgriff Doppelsessel – (1968)
- Nr. 5 – Stella – Garaventa CTEC – Hochgeschwindigkeits Six-Pack – (2000)
- Nr. 6 – Snow Ghost – Riblet – Festgriff Doppelsessel (von 1971, Umsetzung an den heutigen Standort im Jahr 1988)
- Nr. 7 – Idyle-Our – Doppelmayr CTEC – T-Bügel-Lift (2005)
- Nr. 8 – Musical Carpet – SunKid – Magic Carpet (2005)
- Nr. 9 – Happy Trails – Handle Tow – Handzug-Lift (von 1990, Umsetzung an den heutigen Standort im Jahr 2005)[3]

### Selkirk Powder Company
2005 bekam das Gebiet eine neue Dimension, als die Selkirk Powder Company das Gelände nördlich und westlich des Gipfels „Schweitzer Peak“ und das umliegende Areal erwarb. Das Unternehmen bietet auf diesem Gelände Cat-Skiing und geführte Touren mit dem Schneemobil an, dort gibt es weitere Expansionsmöglichkeiten beispielsweise für einen Lift zum „Big Blue“ oder zu den nordwestlichen Abhängen der „Schweitzer Mountains“.

Bildergalerie
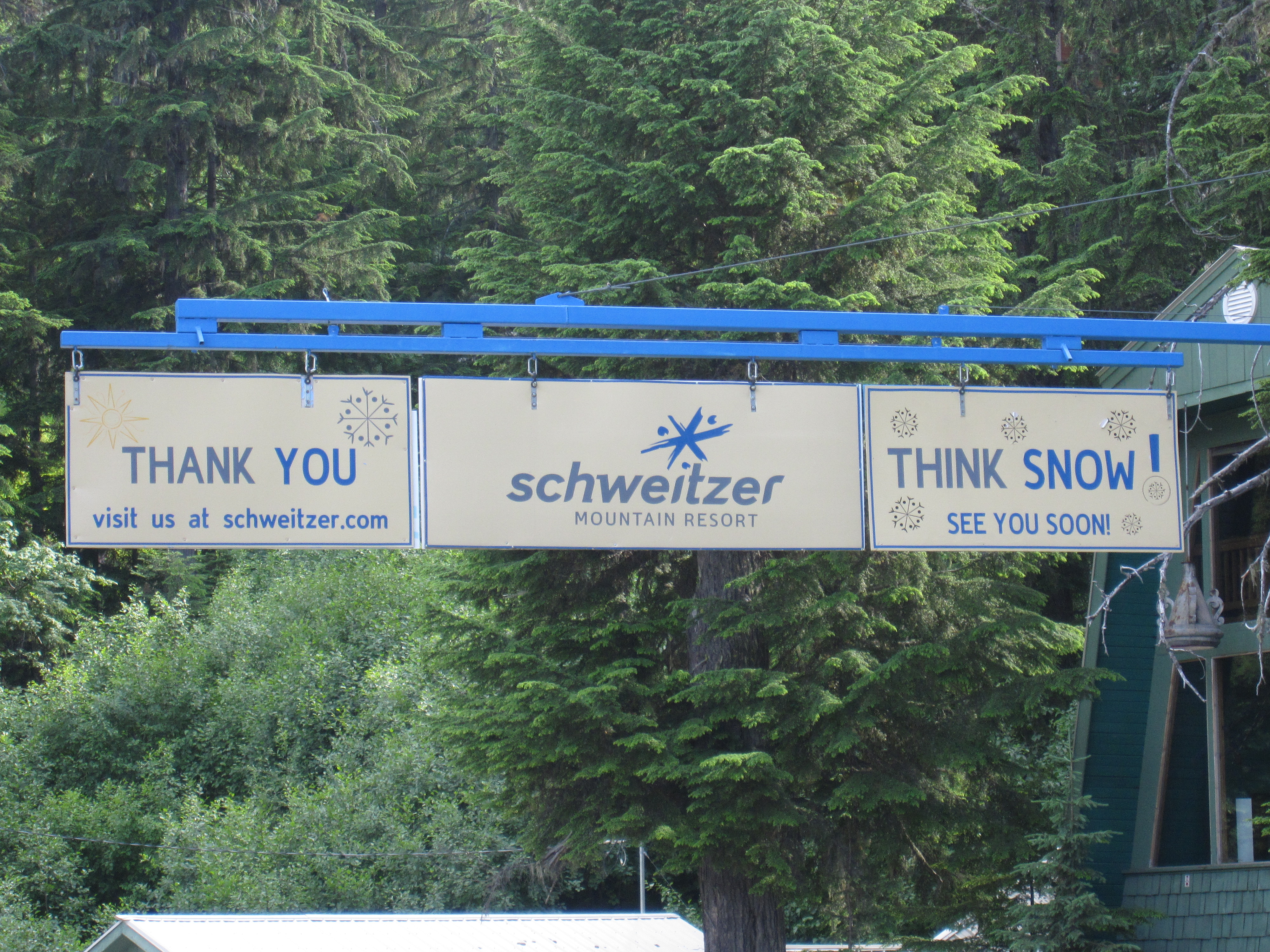
Begrüßungsschild
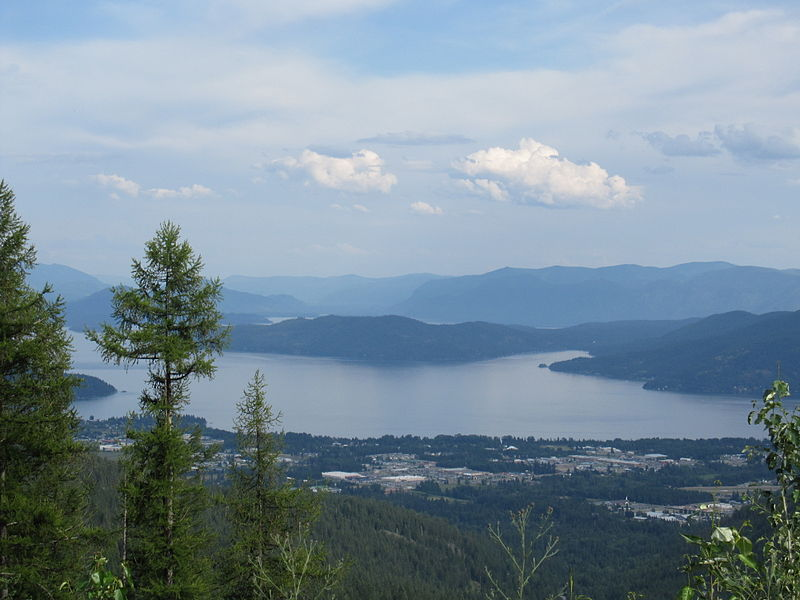
Blick vom Schweitzer Mountain auf den Lake Pend Oreille
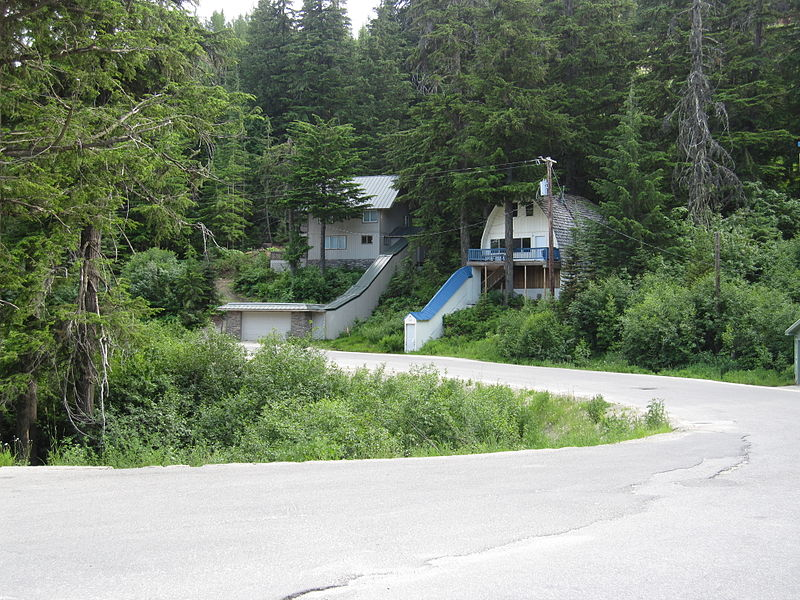
Häuser mit schneesicherem Zugang
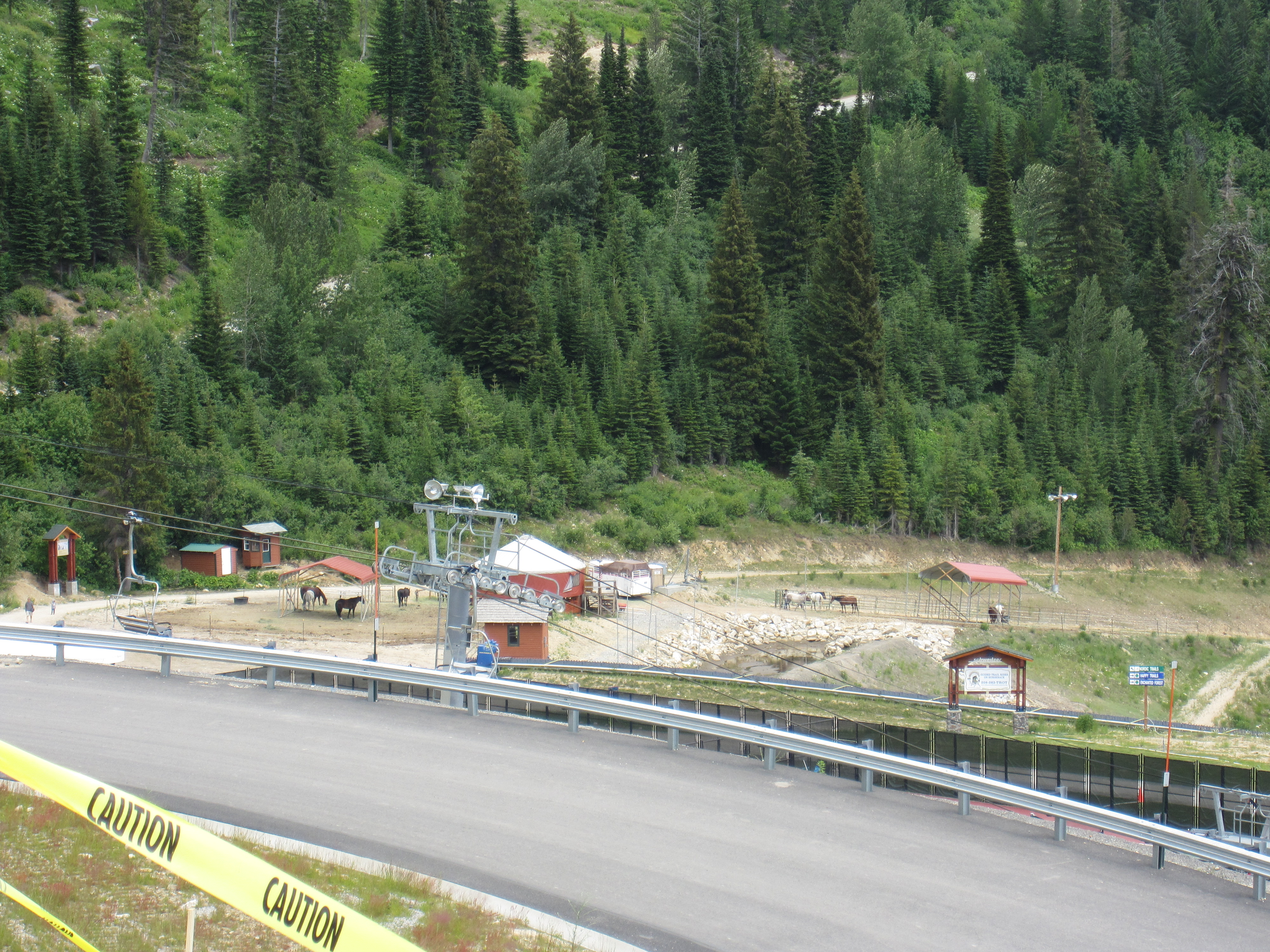
Sommerreitouren und Sessellift zur Bergstation
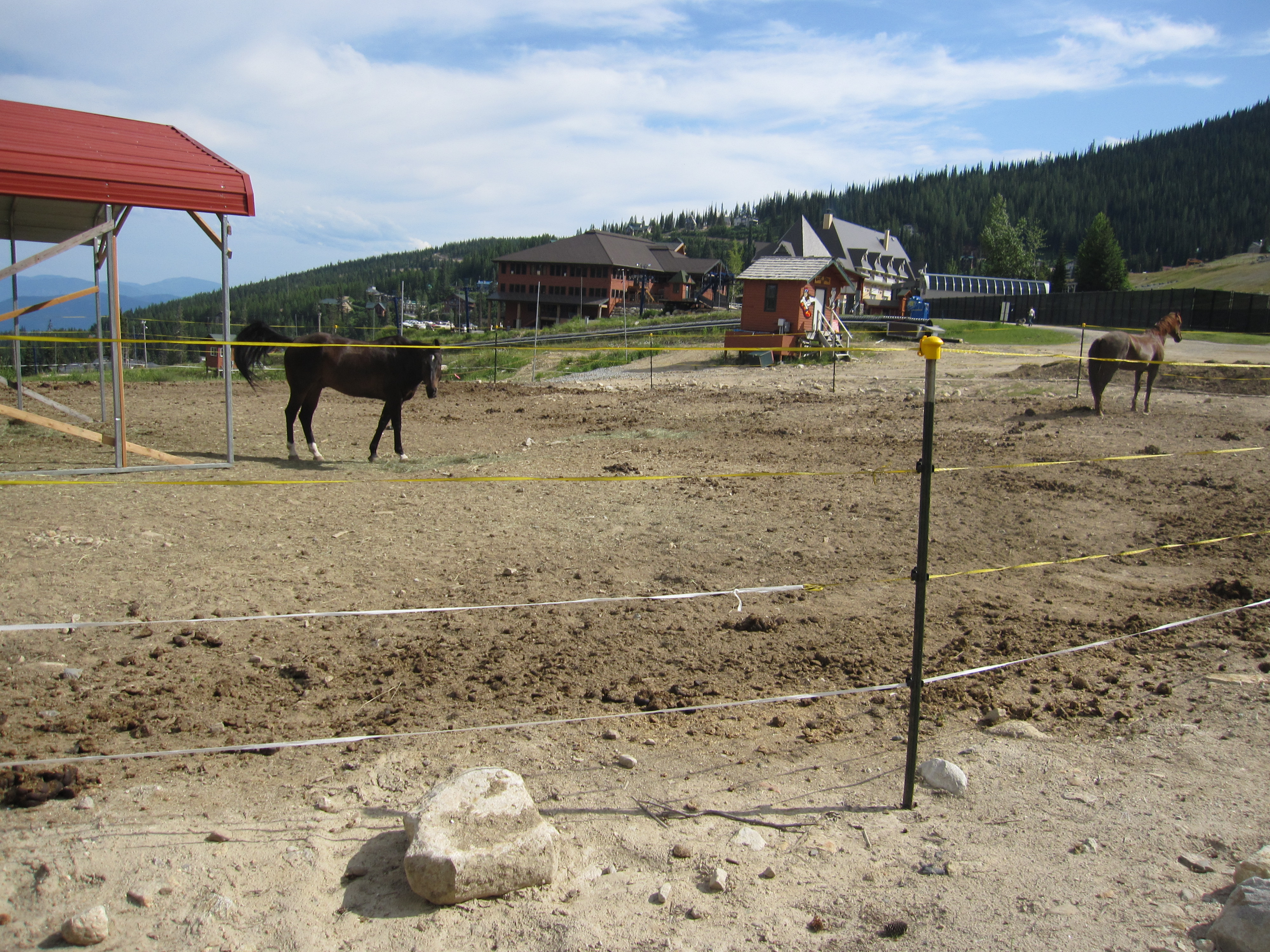
Reitstation und Lodges

## Presseberichte und Literatur
Presseberichte
- Best Resort in the Inland Northwest. In: The Inlander Reader’s Poll. 13 years running.
- Big Slopes and small-town charm at Northern Idaho’s up-and-coming resort. In: Sunset Magazine. Dezember 2003.
- #21 in the USA. In: Skiing Magazine. Reader Resort Survey, 2007.
- #3 in the USA for Tree Skiing. In: Skiing Magazine. Reader Resort Survey, 2007.
- #3 in the USA for Lifts. In: SKI Magazine. Oktober 2008.
- Best Place to Ditch the Crowds. In: Skiing Magazine. Oktober 2008.

Literatur
- Jack Fowler: Looking back on Schweitzer. The story of Schweitzer Mountain Resort. Marshall Pub. Co., Spokane, Wash. 1991, OCLC 25586907.